# 1929 aux échecs
| Années des échecs : 1926 - 1927 - 1928 - 1929 - 1930 - 1931 - 1932    |
| Décennies des échecs : 1890 - 1900 - 1910 - 1920 - 1930 - 1940 - 1950 |

Cet article présente les faits marquants de l'année 1929 aux échecs.

## Événements majeurs
- Le Championnat du monde d'échecs 1929 a vu s'affronter Alexandre Alekhine, tenant du titre, et Efim Bogoljubov. Il a été joué en Allemagne et aux Pays-Bas du 6 septembre au 12 novembre 1929. Alekhine a conservé son titre au terme du match.

## Championnats nationaux
- Argentine : Isaías Pleci remporte le tournoi de sélection des challengers du championnat et le championnat 1930[1],[2].
- Autriche : Erich Eliskases et Esra Glass remportent la première édition du championnat officiel[3]. Pas de tournoi féminin[4].
- Belgique : Edgar Colle remporte le championnat[5].
- Brésil : João de Souza Mendes remporte le championnat[6].
- Canada : Maurice Fox remporte le championnat[7].
- Écosse : William Gibson remporte le championnat[8]
- France : André Chéron remporte le championnat [9]. Chez les femmes, c’est Jeanne d’Autremont qui s’impose[10] (Paulette Schwartzmann.est première, mais n’est pas déclarée championne du fait de sa nationalité russe).
- Pays-Bas : Max Euwe remporte le championnat [11]. Le championnat a lieu tous les deux ou trois ans.
- Royaume-Uni: Mir Sultan Khan remporte le championnat[12].
- Suisse : Hans Johner remporte le championnat [13].

## Naissances
- Hans Berliner, champion du monde par correspondance 1965-1968
- 17 juin : Tigran Petrossian, champion du monde de 1963 à 1969.

## Nécrologie
- En 1929 : Hartwig Cassel (en), Aleksandr Levin (en)
- 6 juin : Richard Réti